# おすピー&ロンブーの起きなさいよッ!!
『おすピー&ロンブーの起きなさいよッ!!』（おすピーロンブーのおきなさいよッ）は、フジテレビで2005年4月3日から2006年9月24日まで毎週日曜日午前9:30 - 10:00（JST）に放送されたバラエティ番組。

## 概要
- ゲストとのトークや料理を中心としたバラエティ。『サンデークッキング』のコーナーではゲストが手軽な料理をスタジオで作り、おすぎとピーコが値段をつけて採点した。ゲストの私物をYahoo! JAPANのインターネットオークションに出品したり、ゲストが挑戦したい趣味などを田村亮と一緒に実践するロケのVTRなどがあった。
- 初回は田村亮がスカイダイビングの禊を行った。
- 2006年4月からはリニューアルし「視聴者参加型」番組となった。内容はさまざまであったが、淳が進行役となり起きなさいよッ！！チーム(亮・おすぎ・ピーコ)とゲストチーム(毎回3～4人)での対抗戦という形をとっていた。
- リニューアル後は「パン屋の鉄人」コーナーがほぼ毎週行われており、終了直前の2006年9月10日放送分(関東での放送日)ではそのコーナーのチャンピオン大会が開かれた。
- 10:00からの『笑っていいとも!増刊号（笑っていいとも!のダイジェスト版）』にステーションブレイクなしで接続した。
- 2006年10月から日曜19:00[1]で放送していた『ONE PIECE』がこの枠に移動したため、当番組は2006年9月に終了した。日曜9時30分枠は現在もアニメ枠が編成されている。

## 出演者
- おすぎとピーコ（おすぎ・ピーコ）
- ロンドンブーツ1号2号（田村亮・田村淳）

## スタッフ
- スーパーバイザー：谷口秀一
- 協力プロデューサー：石井浩二
- 演出：清水泰貴
- プロデューサー：坪田譲治（後に編成）→黒木彰一

## ネット局
| 放送対象地域   | 放送局                | 系列                                                          | 放送日時                     | 放送日の遅れ |
| -------------- | --------------------- | ------------------------------------------------------------- | ---------------------------- | ------------ |
| 関東広域圏     | フジテレビ （制作局） | フジテレビ系列                                                | 日曜 9:30 - 10:00            | 同時ネット   |
| 静岡県         | テレビ静岡            | フジテレビ系列                                                | 日曜 9:30 - 10:00            | 同時ネット   |
| 長崎県         | テレビ長崎            | フジテレビ系列                                                | 日曜 9:30 - 10:00            | 同時ネット   |
| 熊本県         | テレビ熊本            | フジテレビ系列                                                | 日曜 9:30 - 10:00            | 同時ネット   |
| 長野県         | 長野放送              | フジテレビ系列                                                | 月曜 14:05 - 14:35           | 遅れネット   |
| 新潟県         | 新潟総合テレビ        | フジテレビ系列                                                | 土曜 14:00 - 14:30           | 遅れネット   |
| 中京広域圏     | 東海テレビ            | フジテレビ系列                                                | 土曜 1:40 - 2:12（金曜深夜） | 遅れネット   |
| 富山県         | 富山テレビ            | フジテレビ系列                                                | 金曜 14:10 - 14:40           | 遅れネット   |
| 島根県・鳥取県 | 山陰中央テレビ        | フジテレビ系列                                                | 土曜 10:00 - 10:30           | 遅れネット   |
| 愛媛県         | テレビ愛媛            | フジテレビ系列                                                | 日曜 9:00 - 9:30             | 遅れネット   |
| 高知県         | 高知さんさんテレビ    | フジテレビ系列                                                | 火曜 14:05 - 14:35           | 遅れネット   |
| 宮崎県         | テレビ宮崎            | フジテレビ系列 日本テレビ系列 テレビ朝日系列 （クロスネット） | 火曜 10:45 - 11:15           | 遅れネット   |
| 沖縄県         | 沖縄テレビ            | フジテレビ系列                                                | 土曜 18:00 - 18:30           | 遅れネット   |